# Keve Hjelm
Karl Evert ”Keve” Hjelm, född 23 juni 1922 i Frustuna, död 3 februari 2004 i Tullinge, Botkyrka, var en svensk skådespelare, regissör och teaterpedagog. 

## Biografi

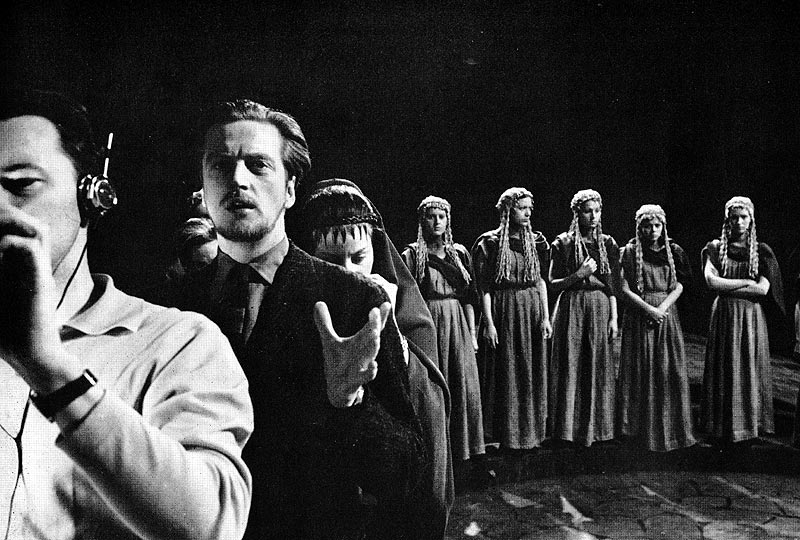
Keve Hjelm regisserar Medea av Euripides för TV-teatern 1963.

Efter studenten inledde Hjelm studier vid Stockholms högskola. Han verkade vid Studentteatern 1944–1945, som regissör vid Boulevardteatern 1946–1948 och som regielev vid Dramaten 1948–1950. Efter det verkade han vid Helsingborgs stadsteater 1950–1952, Norrköping-Linköping stadsteater 1952–1953, Göteborgs Stadsteater 1955–1961 och Stockholms Stadsteater 1961–1969 och från 1969 vid Dramaten, där han verkade som både skådespelare och regissör.
Hjelm var även verksam som regissör för TV-teatern mellan 1961 och 1974. 1979 regisserade han TV-serien Godnatt, jord, baserade på Ivar Lo-Johanssons roman med samma namn. Serien blev dubbelt så dyr som planerat och möttes av dåliga recensioner i pressen. Trots kritiken fick Hjelm motta en Guldbagge för sin "kompromisslösa förnyelse av realismen i svensk film". Godnatt, jord är en av titlarna i boken Tusen svenska klassiker (2009). 1988 regisserade han sin sista TV-produktion Fordringsägare.
Som filmskådespelare debuterade Hjelm 1943 i Hampe Faustmans Natt i hamn. Bland hans mer kända roller finns den som den veke och hjärtsjuke brodern i Gösta Folkes På dessa skuldror 1948 och den alkoholiserade fadern i Bo Widerbergs Kvarteret Korpen 1963. För den senare fick han motta en Guldbagge 1964 i kategorin Bästa skådespelare. Han har även gestaltat ett flertal byråkrat- och överklasstyper, exempelvis medicinprofessorn i Jonas Cornells TV-serie Babels hus 1981, generaldirektören i Lennart Hjulströms TV-film Undanflykten 1987 och direktören i Göran Carmbacks 1939 1989. Sin sista filmmedverkan gjorde han postumt 2005 i Daniel Fridells Blodsbröder.
Mellan 1987 och 1988 var han rektor för Teaterhögskolan (tidigare Statens Scenskola) i Stockholm, där han också blev professor i scenisk gestaltning 1988. Han undervisade även på samma skola. Hans teaterartiklar finns samlade i volymen Dionysos och Apollon – tankar om teater. 
Hjelm är far till skådespelarna Åsa-Lena Hjelm och Kåre Hjelm  och farfar till skådespelaren Rita Hjelm. Keve Hjelm ligger begravd på Tullinge parkkyrkogård.

## Filmografi
Regi
- 1961 – Utan fast bostad
- 1961 – Soldaten och kvinnan
- 1962 – Dödsdansen
- 1963 – Medea
- 1963 – Isak Juntti hade många söner
- 1964 – Henrik IV
- 1965 – Sissan
- 1967 – Fadren
- 1968 – Lärda fruntimmer
- 1969 – Fröken Julie
- 1970 – Tretton dagar
- 1971 – Paria
- 1974 – Karl XII
- 1979 – Godnatt, jord (TV-serie)
- 1988 – Fordringsägare

Roller
- 1943 – Natt i hamn
- 1943 – Det spökar - det spökar ...
- 1946 – När ängarna blommar
- 1947 – Får jag lov, magistern!
- 1947 – Krigsmans erinran
- 1947 – Tösen från Stormyrtorpet
- 1947 – Rallare
- 1948 – På dessa skuldror
- 1949 – Gatan
- 1949 – Kvinnan som försvann
- 1950 – Flicka och hyacinter
- 1951 – Sköna Helena
- 1953 – Foreign Intrigue (TV-serie)
- 1954 – Flottans glada gossar
- 1954 – Vår hälsa
- 1956 – Nattbarn
- 1957 – Aldrig i livet
- 1957 – En drömmares vandring
- 1958 – Vi på Väddö
- 1959 – Brevet
- 1961 – Soldaten och kvinnan
- 1962 – Paria
- 1963 – Kurragömma
- 1963 – Kvarteret Korpen
- 1963 – Misantropen
- 1963 – Mordvapen till salu
- 1963 – Smutsiga händer
- 1964 – Bandet
- 1964 – Dansen kring Guldbaggen
- 1964 – Zoo Story
- 1965 – Kärlek 65
- 1966 – Nattlek
- 1967 – Bränt barn
- 1967 – Livet är stenkul
- 1967 – Onkel Vanja
- 1967 – Roseanna
- 1968 – Fanny Hill
- 1968 – Fordringsägare
- 1968 – Vindingevals
- 1969 – Bära narrkåpa
- 1969 – Fröken Julie
- 1969 – Solens barn
- 1969 – Som natt och dag
- 1970 – Grisjakten
- 1970 – Nana
- 1970 – Röda rummet (TV-serie)
- 1971 – Brother Carl
- 1971 – Faire l'amour... De la pilule à l'ordinateur
- 1973 – Kommer hem och är snäll!
- 1973 – Kvartetten som sprängdes (TV-serie)
- 1975 – Fru Inger til Østråt
- 1975 – Nisse och Greta (TV-serie)
- 1975 – Ungkarlshotellet
- 1976 – Hallo Baby
- 1977 – Bluff Stop
- 1977 – Min älskade
- 1980 – Blomstrande tider
- 1980 – Dödsdansen
- 1981 – Babels hus (TV-serie)
- 1983 – Limpan
- 1983 – Svarta fåglar
- 1984 – Rainfox
- 1985 – Wallenberg – historien om en hjälte
- 1986 – Den frusna leoparden
- 1986 – Hud
- 1987 – I dag är min panik underbarare än Gud
- 1987 – Undanflykten
- 1988 – Fordringsägare
- 1989 – 1939
- 1991 – Den goda viljan (TV-serie)
- 1991 – Måsar
- 1994 – Betraktelse
- 1995 – Happy Days
- 1995 – Hører du ikke hva jeg sier!
- 1996 – Istider
- 1996 – Nu är pappa trött igen
- 1997 – Kung Lear
- 1997 – Svenska hjältar
- 1998 – Liv till varje pris
- 1999 – Dödsklockan
- 2000 – Dykaren
- 2002 – Den 5:e kvinnan (TV-serie)
- 2002 – Svenska slut (TV-serie)
- 2005 – Blodsbröder

Manus
- 1974 – Karl XII
- 1979 – Godnatt, jord (TV-serie)

## Teater

### Roller (ej komplett)
| År   | Roll              | Produktion                                                                         | Regi             | Teater                           |
| ---- | ----------------- | ---------------------------------------------------------------------------------- | ---------------- | -------------------------------- |
| 1945 | Dr. Deval         | Nattlig ankomst (Ankunft bei Nacht) Hans Rothe                                     | Per-Axel Branner | Nya Teatern                      |
| 1946 | Den okände        | Över förmåga (Over Ævne) Bjørnstjerne Bjørnson                                     | Soini Wallenius  | Nya Teatern                      |
| 1946 |                   | Syndafloden Henning Berger                                                         | Ragnar Falck     | Nya Teatern                      |
| 1946 | Scheriff Serkin   | Svart kamrat (Deep Are the Roots) Arnaud d'Usseau och James Gow                    | Per-Axel Branner | Nya Teatern                      |
| 1946 | Monsieur Henri    | Jag vill kärleken (Eurydice) Jean Anouilh                                          | Per-Axel Branner | Nya Teatern                      |
| 1947 | Hotelldirektören  | Född igår (Born Yesterday) Garson Kanin                                            | Per-Axel Branner | Nya Teatern                      |
| 1948 | Kurt              | Henne vi glömmer: Krista (Krista) Knud Sønderby                                    | Sven Lindberg    | Nya Teatern                      |
| 1950 | Lantdomaren       | Ljungby horn Frans Hedberg                                                         | Carl-Henrik Fant | Dramaten                         |
| 1950 |                   | Lycklig som Larry (Happy As Larry) Donagh MacDonagh                                | John Zacharias   | Helsingborgs stadsteater         |
| 1950 | Kyrkoherden       | Bagarens hustru (La Femme du boulanger) Marcel Pagnol                              | John Zacharias   | Helsingborgs stadsteater         |
| 1950 | Munken            | Vävaren i Bagdad Hjalmar Bergman                                                   | Keve Hjelm       | Helsingborgs stadsteater         |
| 1950 | Persson           | Simon trollkarlen Tore Zetterholm                                                  | Ingrid Luterkort | Helsingborgs stadsteater         |
| 1951 | Jean              | Millionären från Peru (Meine Nichte Susanne) Hans Adler och Alexander Steinbrecher | John Zacharias   | Helsingborgs stadsteater         |
| 1951 |                   | Kära Ruth (Dear Ruth) Norman Krasna                                                | Ernst Eklund     | Lisebergsteatern                 |
| 1951 | Lisardo           | Hus med dubbel ingång (Casa con dos puertas) Pedro Calderón de la Barca            | John Zacharias   | Helsingborgs stadsteater         |
| 1951 | Farfar            | Lyckliga tid (The Happy Time) Samuel A. Taylor                                     | Ingrid Luterkort | Helsingborgs stadsteater         |
| 1951 | Lord Jasper       | Lorden från gränden (Me and My Girl) L. Arthur Rose och Noel Gay                   | Nils Poppe       | Helsingborgs stadsteater         |
| 1952 | Matros Hudson     | Måsar över Sorrento (Seagulls Over Sorrento) Hugh Hastings                         | John Zacharias   | Helsingborgs stadsteater         |
| 1952 | Josua, hovmästare | Dans under stjärnorna (L’Invitation au château) Jean Anouilh                       | Johan Falck      | Norrköping-Linköping stadsteater |
| 1953 | Läkaren           | Madame Walentin Chorell                                                            | Sture Ericson    | Norrköping-Linköping stadsteater |
| 1953 | Kejsaren          | Haman Walentin Chorell                                                             | Johan Falck      | Norrköping-Linköping stadsteater |
| 1953 | En mager person   | Peer Gynt Henrik Ibsen                                                             | Johan Falck      | Norrköping-Linköping stadsteater |
| 1953 | Kapten Lesgate    | Slå nollan till polisen (Dial M For Murder) Frederick Knott                        | Keve Hjelm       | Norrköping-Linköping stadsteater |
| 1968 | Jason             | Medea (Μήδεια, Mēdeia) Euripides                                                   | Keve Hjelm       | Stockholms stadsteater           |
| 1975 | Peer Gynt         | Peer Gynt, del II Henrik Ibsen                                                     | Fred Hjelm       | Stockholms stadsteater           |
| 1983 | Kaptenen          | Dödsdansen August Strindberg                                                       | Göran Graffman   | Dramaten                         |

### Regi (ej komplett)
| År   | Produktion                                | Upphovsmän                                                    | Teater                                  |
| ---- | ----------------------------------------- | ------------------------------------------------------------- | --------------------------------------- |
| 1949 | Sanningens pärla                          | Zacharias Topelius                                            | Dramaten                                |
| 1950 | Vävaren i Bagdad                          | Hjalmar Bergman                                               | Helsingborgs stadsteater                |
| 1951 | Adèle ser i syne Le Don d'Adèle           | Pierre Barillet och Jean-Pierre Grédy Översättning Eva Tisell | Helsingborgs stadsteater                |
| 1952 | Dödsdansen                                | August Strindberg                                             | Helsingborgs stadsteater                |
| 1952 | Jane                                      | S. N. Behrman Översättning Birgitta Hammar                    | Norrköping-Linköping stadsteater        |
| 1952 | När skymningen föll The Day’s Mischief    | Lesley Storm Översättning Birgitta Hammar                     | Norrköping-Linköping stadsteater        |
| 1953 | Slå nollan till polisen Dial M For Murder | Frederick Knott                                               | Norrköping-Linköping stadsteater        |
| 1954 | Farligt uppdrag Seagulls over Sorrento    | Hugh Hastings                                                 | Riksteatern                             |
| 1956 | Petrus Kuräll                             | Olle Mattson                                                  | Göteborgs stadsteater                   |
| 1959 | Major Barbara                             | George Bernard Shaw                                           | Göteborgs stadsteater                   |
| 1965 | Kääärlek Luv                              | Murray Schisgal Översättning Petter Bergman                   | Stockholms stadsteater på Lilla Teatern |
| 1968 | Medea Μήδεια Mēdeia                       | Euripides                                                     | Stockholms stadsteater                  |
| 1969 | Tre systrar Три сeстры, Tri sestry        | Anton Tjechov                                                 | Dramaten                                |

## Priser och utmärkelser
- 1964 – Guldbagge, bästa manliga skådespelare i Kvarteret Korpen
- 1969 – Teaterförbundets De Wahl-stipendium
- 1975 – Svenska Dagbladets Thaliapris
- 1979 – Guldbagge, bästa regi i Godnatt, jord
- 1983 – Teaterförbundets Gösta Ekman-stipendium
- 1985 – Svenska Akademiens teaterpris
- 1988 – Teaterförbundets guldmedalj
- 1999 – O'Neill-stipendiet